# La Proie et l'Ombre (film)
Pour les articles homonymes, voir La Proie et l'Ombre (homonymie).
La proie et l'ombre (Twisted Passion) est un thriller américain réalisé par Jag Mundhra en 1997.

## Résumé
Gray, dessinatrice pour la police de New York, se fait agresser par l'un des coupables qu'elle a aidé à identifier. Elle décide de refaire sa vie dans un petit coin tranquille d'où elle est originaire. Elle s'y marie, mais un meurtre atroce lui fait reprendre du service et soupçonner son propre mari !

## Fiche technique
- Titre anglais alternatif : Twisted Passion
- Scénario : Carl Austin, Jag Mundhra
- Production : Subhash Bal, Victor Bhalla, Avi Kumra, Bharat Kumra, Ravi Kumra, Jag Mundhra pour Everest Pictures Inc., Lynk Entertainment
- Musique : Alan DerMarderosian
- Photographie : Blain Brown
- Genre : thriller, érotisme, action
- Durée : 95 min
- Pays :  États-Unis
- Langue : anglais
- Couleur
- Son : Stereo
- Classification : Singapour : R21 / USA : R (érotisme, violence et grossièreté de langage)

## Distribution
- Doug Jeffery : inspecteur Jack Kincaid
- Kehli O'Byrne : Gray Goodman (comme Kelly Burns)
- Blake Adams : Michael Kaminsky/Seth Kleine
- Tom Reilly : Frank Maxwell
- Lee Anne Beaman : serveuse au bar routier
- Kathy Shower : Joyce Walker
- Mary Swenson : Alice Walker
- Gale Van Cott : Fran Maxwell
- Granville Ames : Sheriff Mitch Walker
- Michelle Helm : Amy Wilson
- Johnnie Johnson III : inspecteur Marty Doyle
- Monica Valles : Megan Espozito